# Les Guerrières de la paix
Les guerrières de la paix est une association française qui rassemblent des femmes engagées pour la paix et la justice et  "contre la haine, les divisions et toutes formes de discrimination, y compris le racisme, l’antisémitisme et l’islamophobie",. Elle a été fondée en 2022 par Hannah Assouline.